# Проростень
«Проростень» – збірка віршів Михайла Драй-Хмари, виданна в 1926 році видавництвом Слово.

## Опис
Представлено першу і єдину прижиттєву збірку віршів поета, літературознавця, перекладача Михайла Опанасовича Драй-Хмари (1889–1939), що побачила в світ у 1926 році. Інші збірки автора через його арешт так і не вийшли. У виданні, до якого увійшли твори 1919–1926 років, перед читачами постає вже зрілий поет зі сформованим світоглядом, твори його наповнені вишуканим естетичним та глибоким філософським змістом. У тематичному спектрі поезії Михайла Драй-Хмари переважає пейзажна лірика. Поет любив природу і майстерно змальовував її.